# Litwa na Letnich Igrzyskach Olimpijskich 2000
Litwę na Letnich Igrzyskach Olimpijskich 2000, które odbyły się w Sydney, reprezentowało 61. zawodników: 40. mężczyzn i 21. kobiet.
Był to 5. start reprezentacji Litwy na letnich igrzyskach olimpijskich.

## Zdobyte medale
| Medal | Zawodnik | Dyscyplina    | Konkurencja                |
| ----- | --- | ------------- | -------------------------- |
| Złoto | Virgilijus Alekna | Lekkoatletyka | rzut dyskiem               |
| Złoto | Daina Gudzinevičiūtė | Strzelectwo   | Trap                       |
| Brąz  | Saulius Štombergas, Mindaugas Timinskas, Eurelijus Žukauskas, Darius Maskoliūnas, Ramūnas Šiškauskas, Darius Songaila, Šarūnas Jasikevičius, Kęstutis Marčiulionis, Tomas Masiulis, Dainius Adomaitis, Gintaras Einikis, Andrius Giedraitis | Koszykówka    | turniej mężczyzn           |
| Brąz  | Diana Žiliūtė | Kolarstwo     | wyścig ze startu wspólnego |
| Brąz  | Kristina Poplavskaja Birutė Šakickienė | Wioślarstwo   | dwójka podwójna            |